# Cour des Fermes
Cour des Fermes är en gata i Quartier des Halles i Paris första arrondissement. Cour des Fermes, som är uppkallad efter Hôtel des Fermes, börjar vid Rue du Louvre 15 och slutar vid Rue du Bouloi 22.

## Omgivningar
- Notre-Dame-des-Victoires
- Saint-Roch
- Saint-Eustache
- Hallarna
- Jardin du Palais-Royal
- Allée Elsa-Triolet

## Bilder
| - Ingången vid Rue du Louvre. - Ingången vid Rue du Bouloi. - Saint-Eustache. |

## Kommunikationer
- Tunnelbana – linje  – Les Halles

### Webbkällor
- ”Cour des Fermes”. Mairie de Paris. https://web.archive.org/web/20160303202006/http://www.v2asp.paris.fr/commun/v2asp/v2/nomenclature_voies/Voieactu/3612.nom.htm. Läst 10 september 2022.
- ”Cour des Fermes (1er arrondissement)”. Les rues de Paris. https://web.archive.org/web/20190928011238/http://www.parisrues.com/rues01/paris-01-cour-des-fermes.html. Läst 10 september 2022.